# Breaker Morant (filme)
Breaker Morant (bra Breaker Morant) é um filme australiano de 1980, do gênero drama histórico e de guerra. dirigido por Bruce Beresford, com roteiro baseado na peça teatral Breaker Morant: A Play in Two Acts, de Kenneth G. Ross, por sua vez inspirado na vida do soldado Breaker Morant.

## Sinopse
Durante a Segunda Guerra dos Bôeres, três soldados australianos são julgados na corte marcial por executar prisioneiros de guerra — uma farsa para encobrir os verdadeiros criminosos, seus oficiais superiores.

## Prêmios e indicações
| Premiação               | Categoria                         | Recipiente                                     | Resultado |
| ----------------------- | --------------------------------- | ---------------------------------------------- | --------- |
| Oscar 1981              | Melhor roteiro adaptado           | Bruce Beresford, David Stevens, Jonathan Hardy | Indicado  |
| Golden Globe 1981       | Melhor filme estrangeiro          |                                                | Indicado  |
| Festival de Cannes 1980 | Prêmio de interpretação masculina | Jack Thompson                                  | Venceu    |
| Festival de Cannes 1980 | Palma de Ouro (melhor filme)      |                                                | Indicado  |